# Ian Pooley
Ian Pooley (właściwie Ian Christopher Pinnekamp, ur. 1973 w Moguncji) – DJ i producent muzyczny niemieckiego pochodzenia.

## Dyskografia
- In Other Words (2008)
- A Subterranean Soundtrack (2005)
- Excursions (2003)
- Life 06 (2001)
- Since Then (2000)
- Meridian (1998)